# Royal Rife
Royal Raymond Rife (né le 16 mai 1888, à Elkhorn, Nebraska (États-Unis) - mort le 5 août 1971, San Diego, Californie) est un chercheur indépendant qui a prétendu avoir fortement amélioré les instruments de vision microscopique et découvert un traitement radioélectrique pour certaines formes de cancer.
La réalité de ses « découvertes » a été par la suite rejetée par la communauté scientifique. La méthode Rife est considérée comme une pseudo-médecine
Bien que la vente d'appareils dits « de Rife» soit interdite et les fabricants ou distributeurs jugés pour escroquerie ou fausse allégation médicale, celle-ci se poursuit par internet.

## Biographie
Il est né le 16 mai 1888, à Elkhorn, dans la banlieue d'Omaha au Nebraska (États-Unis) et épouse Mamie Quin Rife (1886-1957).

## Carrière scientifique
Sans aucun diplôme médical, Rife se lance dans des études d'optique à New York puis à Heidelberg, en Allemagne et se fait alors appelé Docteur.
Dans les années 1930, il fabrique plusieurs microscopes optiques et, à l'aide d'une caméra, filme en accéléré des microbes,. Il construit également des microscopes à polariseurs.
Il pense établir un lien entre les fréquences lumineuses et celles qui influencent les micro-organismes (de la bactérie aux virus).
Aucune étude n'a jamais confirmé les théories de Rife en opposition avec toutes les connaissances scientifiques sur le sujet.
En 1958, le département d'État de la santé publique rejette la réalité des découvertes de Rife ainsi que ses procédés et traitements.
Rife doit alors faire face à différents procès, et il s'exile au Mexique pour échapper à la justice. Il se tourne alors vers l'alcool avant de devenir bahaïste.
À la fin de sa vie, il revient en Californie où il finit ses jours dans une maison de retraite à El Cajon en Californie.
Il meurt en 1971, à l'âge de 83 ans, d'une crise cardiaque à San Diego en Californie,.

## Détournements et fraudes modernes
En 1987, Rife revient d'actualité de certains cercles médicaux alternatifs grâce au livre de Barry Lynes, The Cancer Cure That Worked, qui affirmait que Rife avait réussi à guérir le cancer, mais que son travail avait été réprimé par un puissant complot dirigé par l' American Medical Association.
La American Cancer Society décrit alors les affirmations de Lynes comme invraisemblables, notant que le livre a été écrit « dans un style typique des théoriciens du complot. [Que Lynes] cite des noms, des dates, des événements et des lieux, donnant l'apparence d'authenticité à un mélange de documents historiques et de spéculations sélectivement tissés dans un réseau bien trop complexe pour permettre la vérification par quoi que ce soit d'autre qu'une armée d'enquêteurs aux ressources illimitées ».
Après la publication de ce livre, d'innombrables appareils portant le nom de Rife sont  commercialisés comme autant de remèdes pour diverses maladies telles que le cancer et le SIDA . En 1998, une enquête d'Electronics Australia révéle qu'un « appareil Rife » typique coûtait 105 dollars australiens pour un circuit rudimentaire produisant simplement un minuscule courant électrique pulsé à une seule fréquence fixe d'environ 40 kHz et uniquement composé d'une pile de neuf volts, d'un câblage, d'un interrupteur, d'une puce de minuterie standard 555 et de deux courtes longueurs de tubes en cuivre destinés à agir comme des électrodes portables. Ce n'était qu'un des pseudo-traitements associés à Rife dont les prix allaient, à l'époque de 1 500 $AU à 34 000 $AU.
Ces « dispositifs Rife » ont figuré en bonne place dans plusieurs cas de fraude en matière de santé aux États-Unis, généralement centrés sur l'inutilité des dispositifs et les affirmations grandioses avec lesquelles ils sont commercialisés. Dans une affaire de 1996, les vendeurs d'un « dispositif Rife » prétendant guérir de nombreuses maladies, dont le cancer et le sida, sont reconnus coupables de fraude en matière de santé. D'autres affaires d'escroquerie, y compris sur des malades  en phase terminale, sont mises à jour et jugées,.
En Australie, l'utilisation des machines Rife est jugée responsable de la mort de patients cancéreux qui auraient pu être guéris avec une thérapie conventionnelle.
En 2002, John Bryon Krueger, qui dirigeait la Royal Rife Research Society, est condamné à 12 ans de prison pour son rôle dans un meurtre et a également reçu une peine de 30 mois supplémentaires pour avoir vendu illégalement des appareils Rife.
En 2009, un tribunal américain condamne James Folsom de 26 chefs d'accusation pour vente d'appareils Rife vendus sous les noms de « NatureTronics », « AstroPulse », « BioSolutions », « Energy Wellness » et « Global Wellness ».
Depuis la vente de dispositifs Rife est interdite par la FDA et les fabricants ou distributeurs jugés pour escroquerie ou fausse allégation médicale. 
La méthode Rife est considérée comme une pseudo-médecine.
Néanmoins, les fabricants contournent les interdictions en vendant sur internet.
Un article paru en 2000 dans le Sydney Morning Herald met en garde « Des personnes atteintes de cancer sont mortes après avoir fait confiance à un appareil doté de composants électriques d'une valeur de seulement 15 dollars » rapportant en outre que les machines Rife sont « unanimement condamnées comme sans valeur par les scientifiques traditionnels et interdites dans au moins deux États américains ».
Bien que les « dispositifs Rife » ne soient pas enregistrés par la Food and Drug Administration (FDA) aux États-Unis et soient associés à des décès parmi les personnes atteintes de cancer, plus de 300 personnes assistent à la « Conférence internationale sur la santé Rife », en 2006 à Seattle, où des dizaines de personnes achètent des appareils non enregistrés légalement.
Cancer Research UK, la plus grande organisation caritative indépendante de recherche sur le cancer au monde, déclare qu'« il n'existe aucune preuve fiable que la machine Rife fonctionne comme un remède contre le cancer... Il n'y a pas non plus de preuve qu'elle ne cause pas de danger... De nombreux sites Web font la promotion de la machine Rife comme remède contre le cancer. Mais non des organisations scientifiques réputées contre le cancer soutiennent chacune de ces affirmations. ».